# Catenospegazzinia
Catenospegazzinia — рід грибів. Назва вперше опублікована 1991 року.

## Класифікація
До роду Catenospegazzinia відносять 2 види:
- Catenospegazzinia elegans
- Catenospegazzinia pulchra